# Rhynchospora depauperata
Rhynchospora depauperata är en halvgräsart som beskrevs av Eduard Palla. Rhynchospora depauperata ingår i släktet småag, och familjen halvgräs. Inga underarter finns listade i Catalogue of Life.